# Liste des ministres lituaniens de l'Intérieur
Pour un article plus général, voir Ministère de l'Intérieur.
Cette page donne la liste des anciens et actuel ministres lituaniens de l'Intérieur.
Depuis le 12 décembre 2024, dans le gouvernement Paluckas, Vladislav Kondratovič est ministre de l'Intérieur.

## Liste des ministres
| Ministre | Ministre | Ministre                       | Intitulé                | Parti  | Début            | Fin              | Gouvernement        |
| -------- | -------- | ------------------------------ | ----------------------- | ------ | ---------------- | ---------------- | ------------------- |
|          |          | Marijonas Misiukonis           | Ministre de l'Intérieur | Sans   | 17 janvier 1990  | 13 janvier 1991  | Prunskienè Šimènas  |
|          |          | Petras Valiukas                | Ministre de l'Intérieur | Sans   | 13 janvier 1991  | 17 décembre 1992 | Vagnorius I Abišala |
|          |          | Romasis Vaitiekūnas            | Ministre de l'Intérieur | Sans   | 17 décembre 1991 | 19 mars 1996     | Lubys Šleževičius   |
|          |          | Virgilijus Vladislovas Bulovas | Ministre de l'Intérieur | LDDP   | 19 mars 1996     | 10 décembre 1996 | Stankevičius        |
|          |          | Vidmantas Žiemelis             | Ministre de l'Intérieur | TS-LKD | 10 décembre 1996 | 21 mai 1998      | Vagnorius II        |
|          |          | Stasys Šedbaras                | Ministre de l'Intérieur | TS-LKD | 22 mai 1998      | 10 juin 1999     | Vagnorius II        |
|          |          | Česlovas Blažys                | Ministre de l'Intérieur | Sans   | 10 juin 1999     | 9 novembre 2000  | Paksas I Kubilius I |
|          |          | Vytautas Markevičius           | Ministre de l'Intérieur | NS     | 9 novembre 2000  | 12 juillet 2001  | Paksas II           |
|          |          | Juozas Bernatonis              | Ministre de l'Intérieur | LSDP   | 12 juillet 2001  | 28 avril 2003    | Brazauskas I        |
|          |          | Virgilijus Vladislovas Bulovas | Ministre de l'Intérieur | LSDP   | 13 mai 2003      | 14 décembre 2004 | Brazauskas I        |
|          |          | Gintaras Jonas Furmanavičius   | Ministre de l'Intérieur | DP     | 14 décembre 2004 | 18 juillet 2006  | Brazauskas II       |
|          |          | Raimondas Šukys                | Ministre de l'Intérieur | LiCS   | 18 juillet 2006  | 9 décembre 2007  | Kirkilas            |
|          |          | Regimantas Čiupaila            | Ministre de l'Intérieur | LiCS   | 17 décembre 2007 | 9 décembre 2008  | Kirkilas            |
|          |          | Raimundas Palaitis             | Ministre de l'Intérieur | LiCS   | 9 décembre 2008  | 26 mars 2012     | Kubilius II         |
|          |          | Artūras Melianas               | Ministre de l'Intérieur | LiCS   | 16 avril 2012    | 13 décembre 2012 | Kubilius II         |
|          |          | Dailis Barakauskas             | Ministre de l'Intérieur | TT     | 13 décembre 2012 | 30 octobre 2014  | Butkevičius         |
|          |          | Saulius Skvernelis             | Ministre de l'Intérieur | Sans   | 11 novembre 2014 | 13 avril 2016    | Butkevičius         |
|          |          | Tomas Žilinskas                | Ministre de l'Intérieur | Sans   | 13 avril 2016    | 13 décembre 2016 | Butkevičius         |
|          |          | Eimutis Misiūnas               | Ministre de l'Intérieur | Sans   | 13 décembre 2016 | 7 août 2019      | Skvernelis          |
|          |          | Rita Tamašunienė               | Ministre de l'Intérieur | LLRA   | 7 août 2019      | 11 décembre 2020 | Skvernelis          |
|          |          | Agnė Bilotaitė                 | Ministre de l'Intérieur | TS-LKD | 11 décembre 2020 | 12 décembre 2024 | Šimonytė            |
|          |          | Vladislav Kondratovič          | Ministre de l'Intérieur | LSDP   | 12 décembre 2024 | En fonction      | Paluckas            |